# Доменико Пассиньяно
Доменико Крести, или Креспи, по прозванию Пассиньяно (итал. Domenico Cresti, o Crespi, detto il Passignano; январь 1559[…], Таварнелле-Валь-ди-Пеза, Тоскана — 17 мая 1638[…], Флоренция) — итальянский живописец академического направления периода маньеризма, мастер алтарных картин и фресок. Прославился в наше время благодаря картине «Купальщики в Сан-Никколо», проданной на аукционе Сотбис за рекордные 732 000 $.

## Биография
Доменико Крести родился в тосканском селении Пассиньяно (современное Таварнелле-Валь-ди-Пеза в регионе Тоскана), по которому и получил своё прозвание.

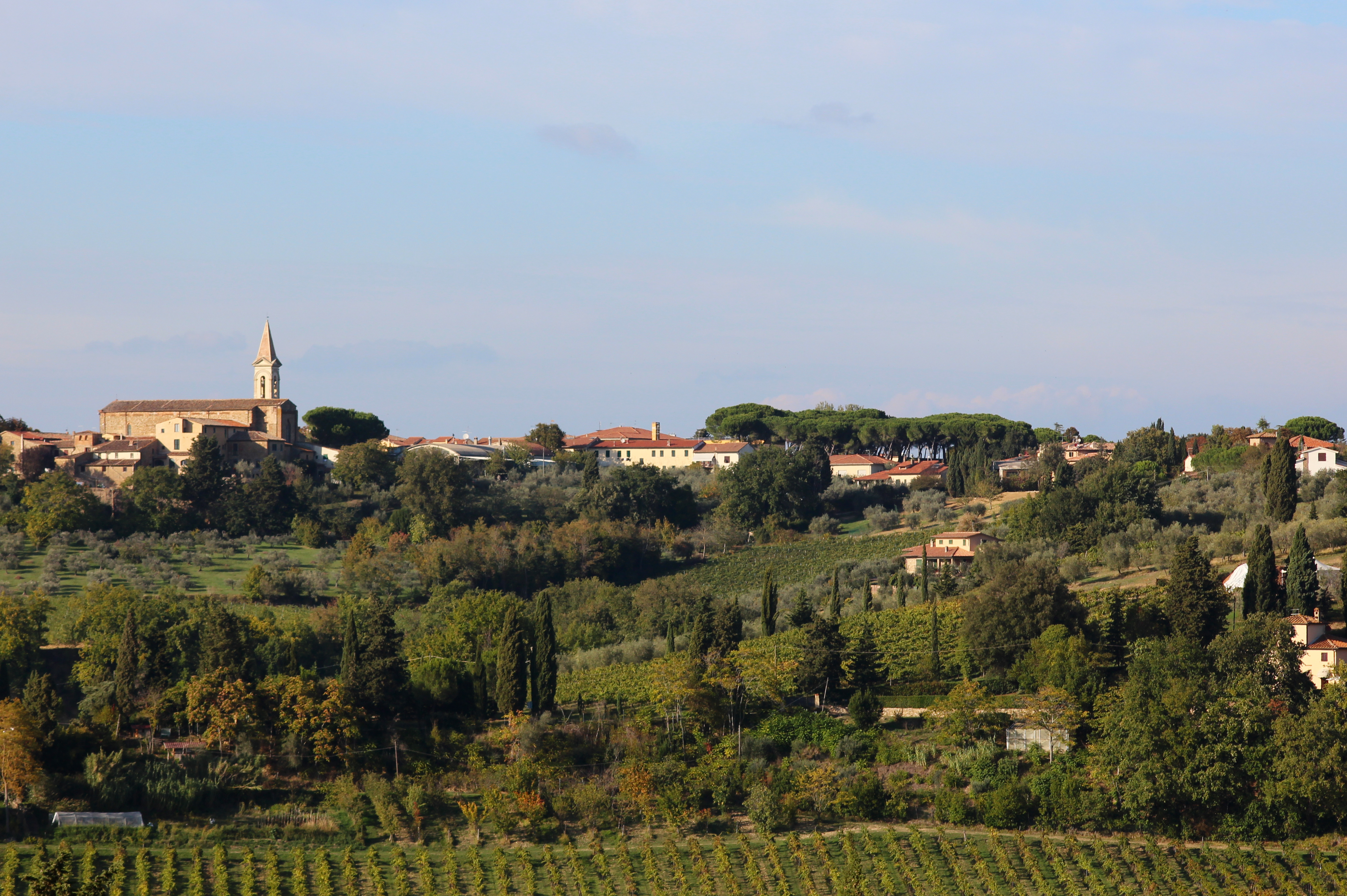
Селение Пассиньяно, Тоскана

Начальное образование получил у Валломброзанских монахов. Затем учился рисунку и живописи в мастерских Джованни Баттиста Нальдини и Джироламо Маккиетти во Флоренции, где произошло становление Доменико как художника, усвоившего традиции тосканской художественной школы. В конце 1570-х годов Доменико Пассиньяно поступил помощником в мастерскую Федерико Цуккарo, с которым они вместе с Джорджо Вазари в 1572—1579 годах расписывали внутреннюю поверхность купола Филиппо Брунеллески в соборе Санта-Мария-дель-Фьоре во Флоренции. Роспись на тему Страшного суда потребовала изображения огромного количества фигур, размещённых ярусами, согласно иконографии небесной иерархии. Крести предназначалось написать сцену Ада, которая также потребовала изображения большого количества обнажённых фигур в разнообразных движениях. Это требовало определённых навыков, которыми славилась флорентийская школа рисунка.
В 1580 году Доменико Пассиньяно вместе с Цуккаро отправился в Рим по требованию папы Григория XII. В Риме Доменико посвятил себя изучению классических и современных произведений (в частности, Рафаэля и Микеланджело в Апостольском дворце Ватикана). После скандала в Риме, связанного со спорной картиной Цукаро «La Porta Virtutis» , Пассиньяно вместе с Цуккаро бежал в Венецию, где, познакомившись с творениями Тициана, Тинторетто, Веронезе и Пальма-иль-Джоване, стал отходить от эстетики флорентийского маньеризма. От выдающихся венецианцев он перенял вкус к плотным, насыщенным тонам, которые ради выразительности иногда выходили за пределы жёстких контуров рисунка.
В 1561 году во Флоренции повелением Козимо Медичи Джорджо Вазари основал «Академию рисунка», она со временем снискала значительное влияние в художественной жизни Италии. В поисках финансовой независимости Доменико Пассиньяно в 1589 году стал членом Академии, в которой проработал долгие годы, занимая различные административные должности.

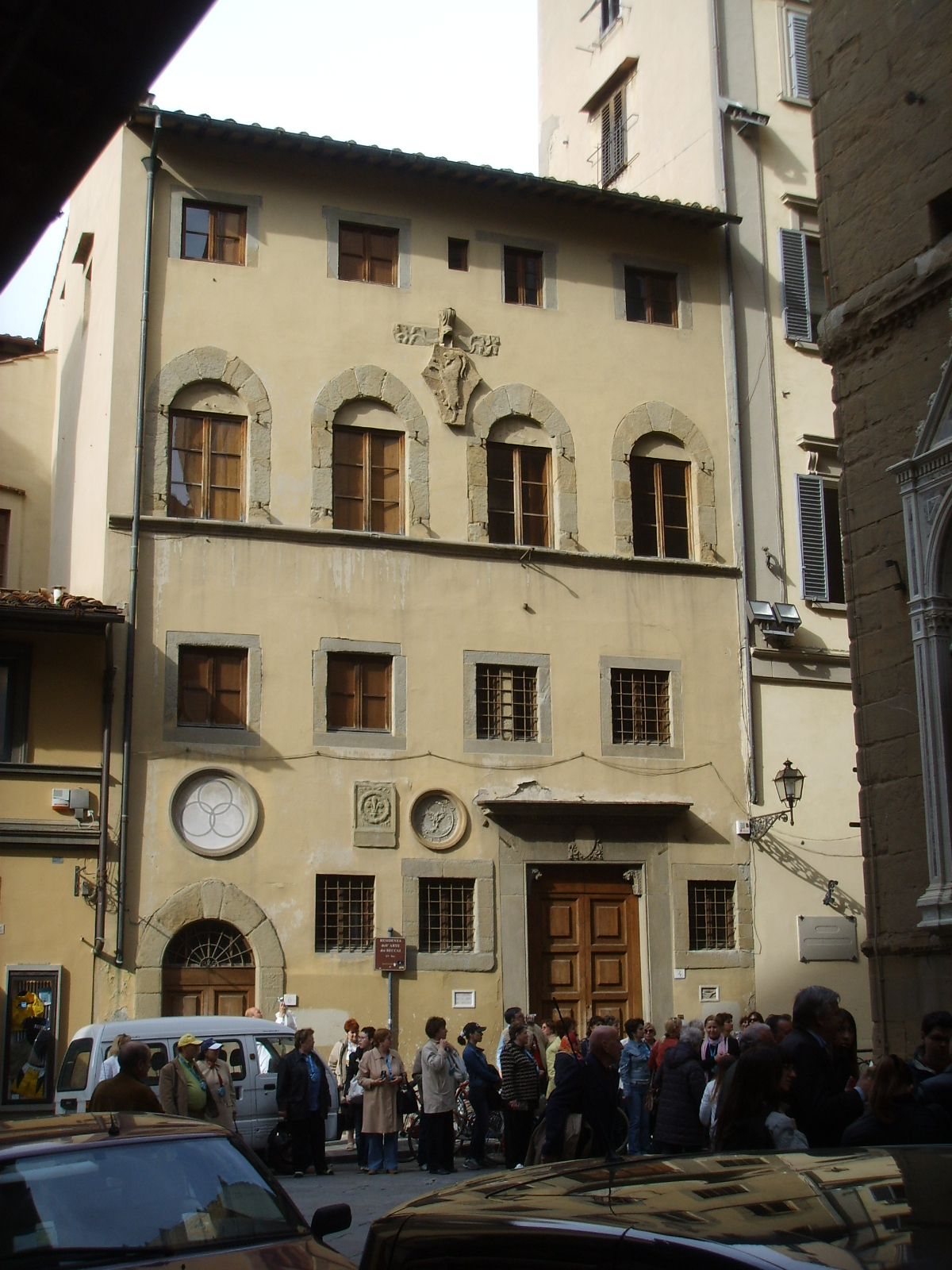
Палаццо дель Арте дей Беккаи. Флоренция. С 1974 года в здании размещается Академия рисунка

На протяжении 1590-х и 1600-х годов Доменико Пассиньяно написал значительное количество фресок в тосканских церквях, среди которых: капелла Святого Иоанна Гуальберто в церкви Санта-Тринита (1593—1594), а также росписи свода пресбитерия в кафедральном соборе Лукки (1594) и алтарь для Сан-Микеле Висдомини (1593), фрески в церквях Санта-Мария-Маджоре во Флоренции (1596) и Сан-Франческо в Пизе.
В 1602 году художник получил от папы Климента VIII престижный заказ — предоставить одну из картин для размещения на пилонах средокрестия под куполом базилики Святого Петра, Прибыв в Рим Доменико написал «Распятие Святого Петра». Эта работа принесла ему 1000 скуди и звание Рыцаря Христа (cavaliere di Cristo).
В 1604 году Доменико подписал контракт на украшение капеллы Барберини в церкви Сант-Андреа-делла-Валле, работы длились до 1616 года, с перерывом в 1605 году на оформление некоторых помещений Палаццо Питти во Флоренции. Вернувшись в Рим, он также завершил работы в Санта-Мария-Маджоре, а также в некоторых римских церквях и в сельской местности (включая соборы Непи и Монте-Компатри). Затем он работал над росписями «Казино дель Аврора» на Квиринале вместе с Гвидо Рени и Джованни Бальоне. Доменико Пассиньяно расписал потолки двух боковых залов на сюжеты истории Ринальдо и Армиды из поэмы Т. Тассо «Освобождённый Иерусалим». Он также отправлял работы в Пистойю, Реджо-Эмилию и Форли.
Исчерпав все римские заказы, Пассиньяно в 1616 году вернулся во Флоренцию, где выполнял заказы для монастыря Сантиссима-Аннунциата и для галереи Дома Буонарроти (его самое известное произведение этого времени, портрет Микеланджело, показывающего папе Пию IV модель храма Святого Петра). Со своими многочисленным учениками Доменико по заказу Марии Медичи расписывал интерьеры Люксембургского дворца в Париже.
В 1624 году, с избранием на папский престол Маффео Барберини под именем Урбана VIII, художник вернулся в Рим, надеясь получить заказ на украшение Лоджии Благословений (Loggia delle Benedizioni), но был ограничен восстановлением прежних обязанностей в Ватикане. Его присутствие в Риме зафиксировано до 1628 года, хотя, возможно, он не проживал там постоянно.
Последние годы своей жизни он провёл во Флоренции как уважаемый «старейшина» (anziano), к которому часто обращались за мнениями и советами. После смерти в 1638 году Доменико был похоронен в оформленной им ранее Капелле реликвий церкви Сантиссима-Аннунциата.

## Творчество
Доменико Пассиньяно часто характеризуют как живописца, способного объединить художественные традиции двух региональных школ: тосканской и венецианской, что дало ему особенную популярность, которая неуклонно росла, пока не превзошла, начиная с первого десятилетия семнадцатого века, границы Великого герцогства Тосканы.
Его первой сохранившейся флорентийской работой являются фрески капеллы Сальвиати в монастыре Сан-Марко (1589—1591), в которых очевидны повествовательный, типично тосканский, подход к теме, наличие многочисленных портретов современников подчёркнутых интенсивным цветом, а присутствие на переднем плане обнажённых фигур по примеру Тинторетто, являются новацией в местной художественной панораме.
Именно в эти годы его слава распространилась далеко за пределы Тосканы, художник стал получать заказы, в частности из Рима, начиная с церкви Сан-Джованни-деи-Фиорентини (1599), где работали лучшие флорентийские художники того времени.
Доменико Пассиньяно оказал значительное влияние на искусство Италии позднего Возрождения и маньеризма. Он создал два знаменитых портрета — Микеланджело и Галилео Галилея.
Он оставил многочисленных учеников, среди которых были Алессандро Тиарини, Анастаджио Фонтебуони, Фабрицио Боски, Чезаре Дандини, Доменико Казини, Пьетро Сорри, Оттавио Ваннини, Марио Баласси, Никодемо Ферруччи, Бартоломео Сальвестрини и Симоне Пиньони.
Однако вершиной творчества Доменико Пассиньяно считается картина «Купальщики в Сан-Никколо», которая стала одним из главных произведений гомоэротического искусства. Эта картина становится для нас свидетельством того, как итальянское общество конца эпохи Ренессанса относилось к подобным явлениям. Гомосексуализм был распространен в либеральной Флоренции, однако отражения этого факта в искусстве почти не сохранилось. По этой причине картина «Купальщики в Сан-Никколо» является показательной для культуры того времени.

## Галерея

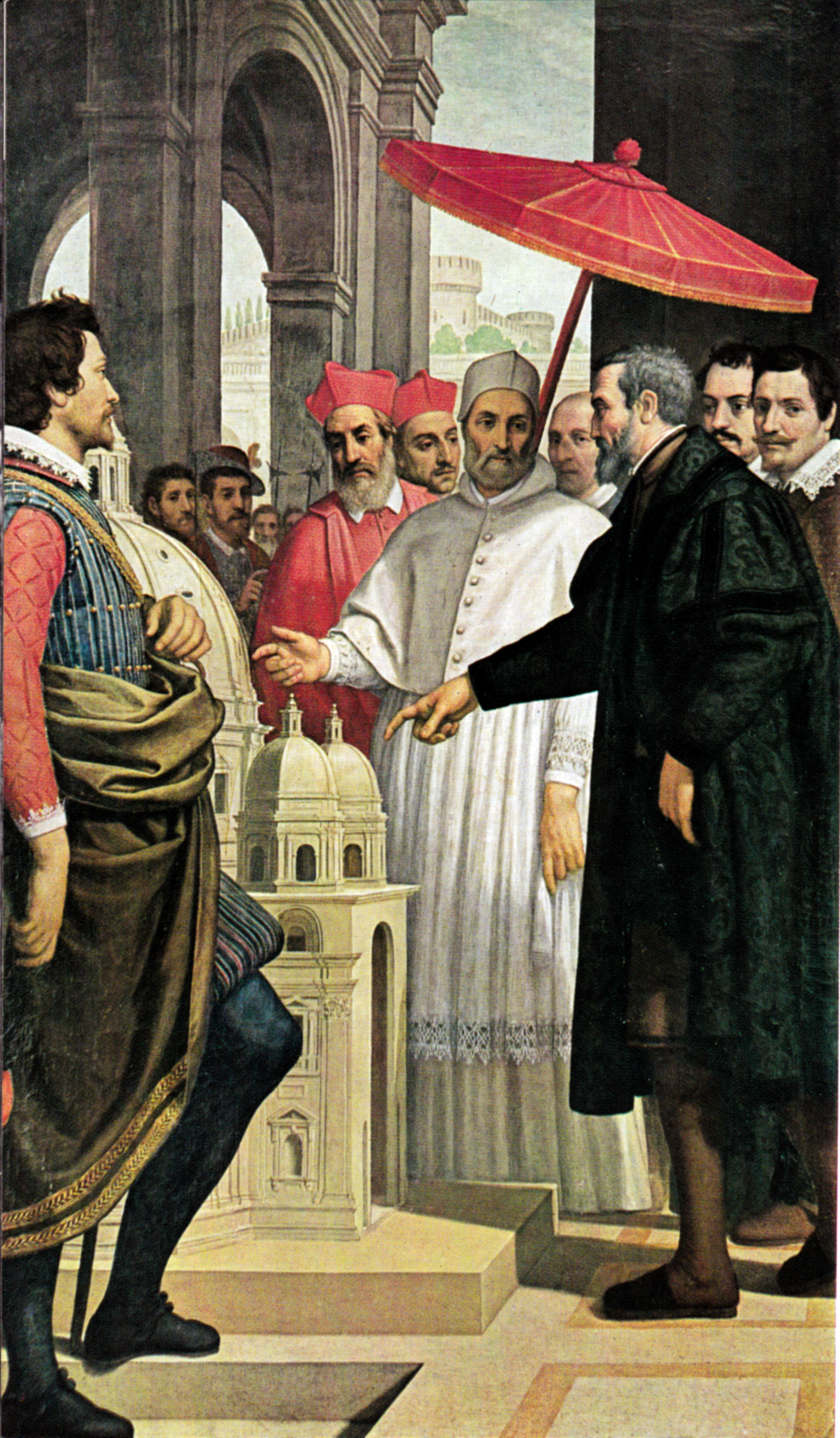
Портрет Микеланджело, показывающего папе Пию IV модель базилики Святого Петра. Между 1618 и 1619. Холст, масло. Каза-Буонарроти, Флоренция
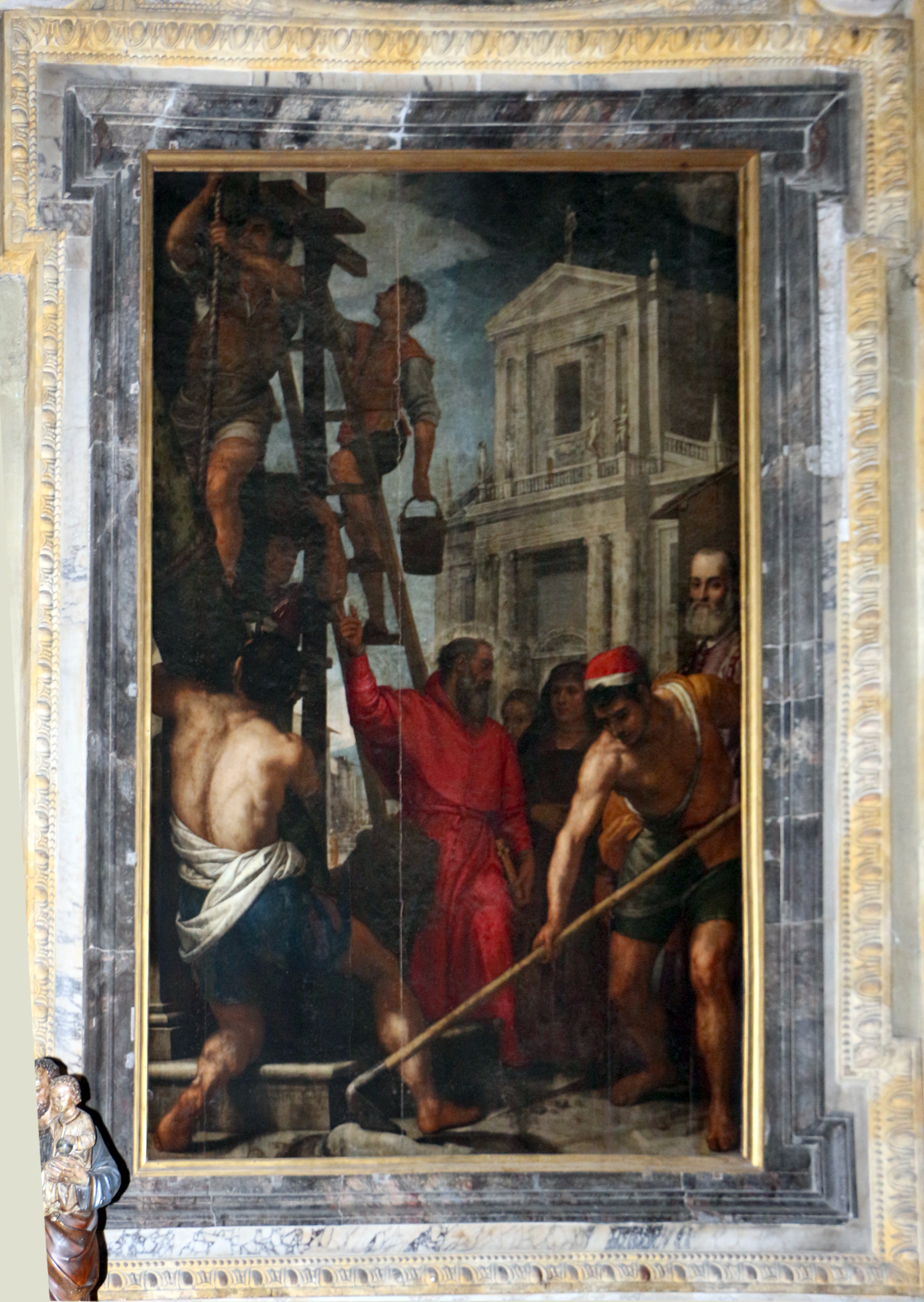
Святой Иероним наблюдает за строительством церкви. 1599. Церковь Сан-Джованни-деи-Фиорентини, Рим
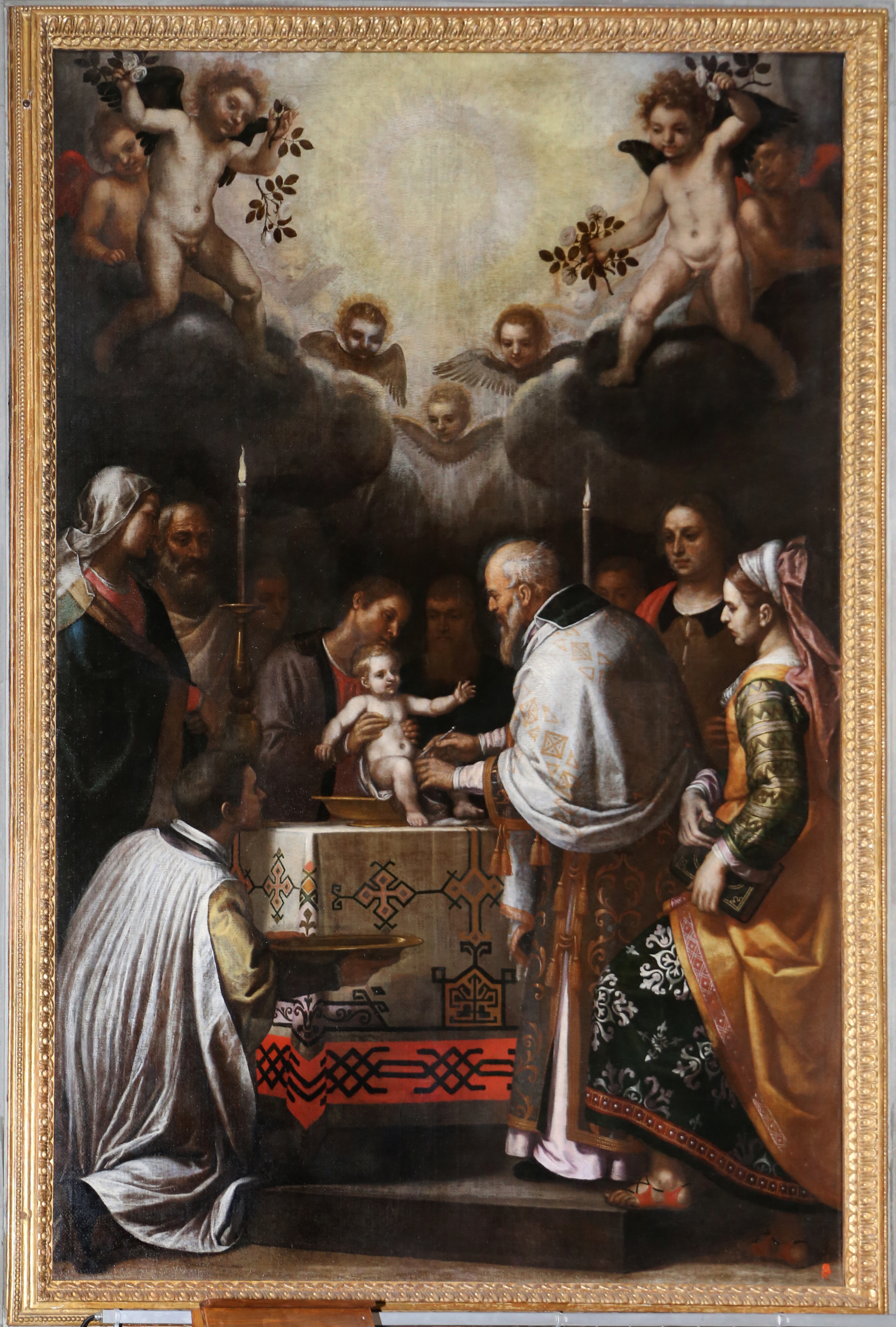
Обрезание Иисуса. Холст, масло. Церковь Сан-Доменико, Кортона
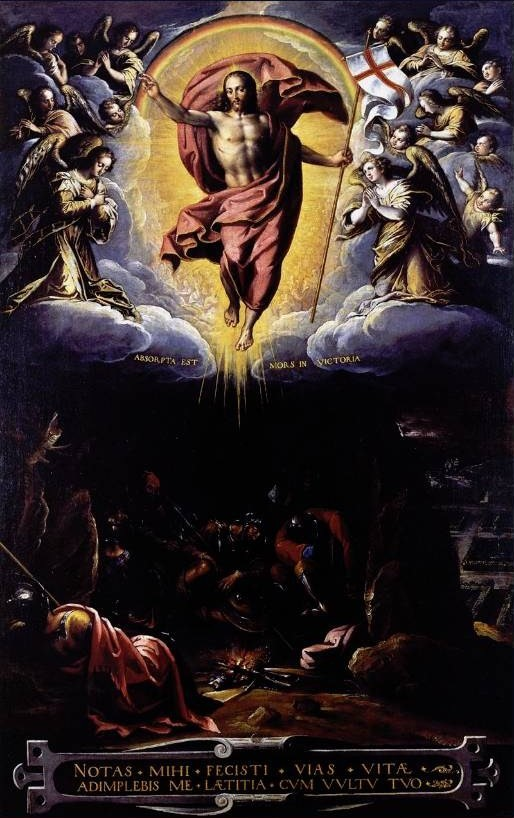
Воскресение. Холст масло. Пинакотека, Ватикан
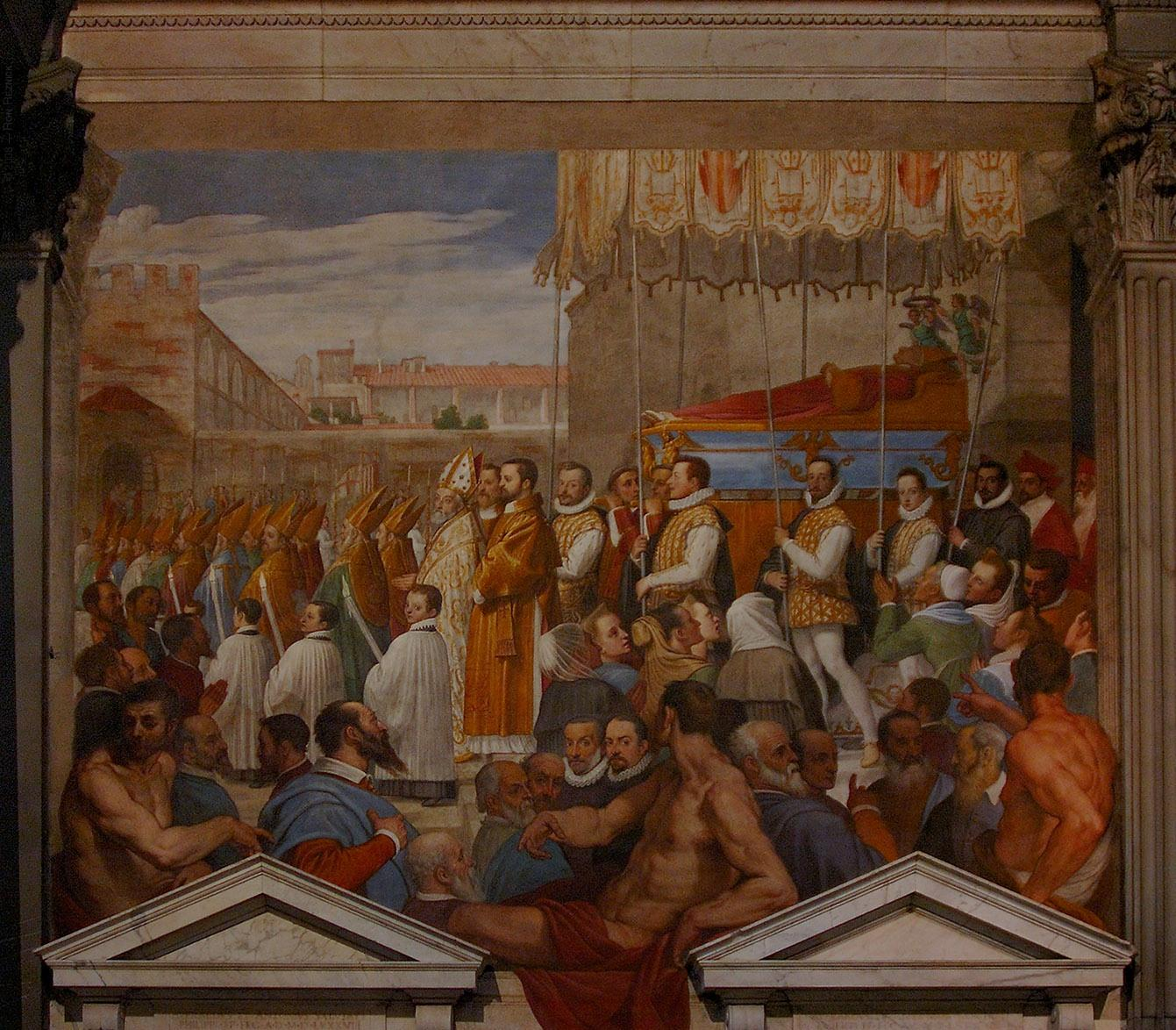
Перенесение тела Святого Антонина Пьероцци. 1589—1591. Фреска. Капелла Сальвиати. Монастырь Сан-Марко, Флоренция
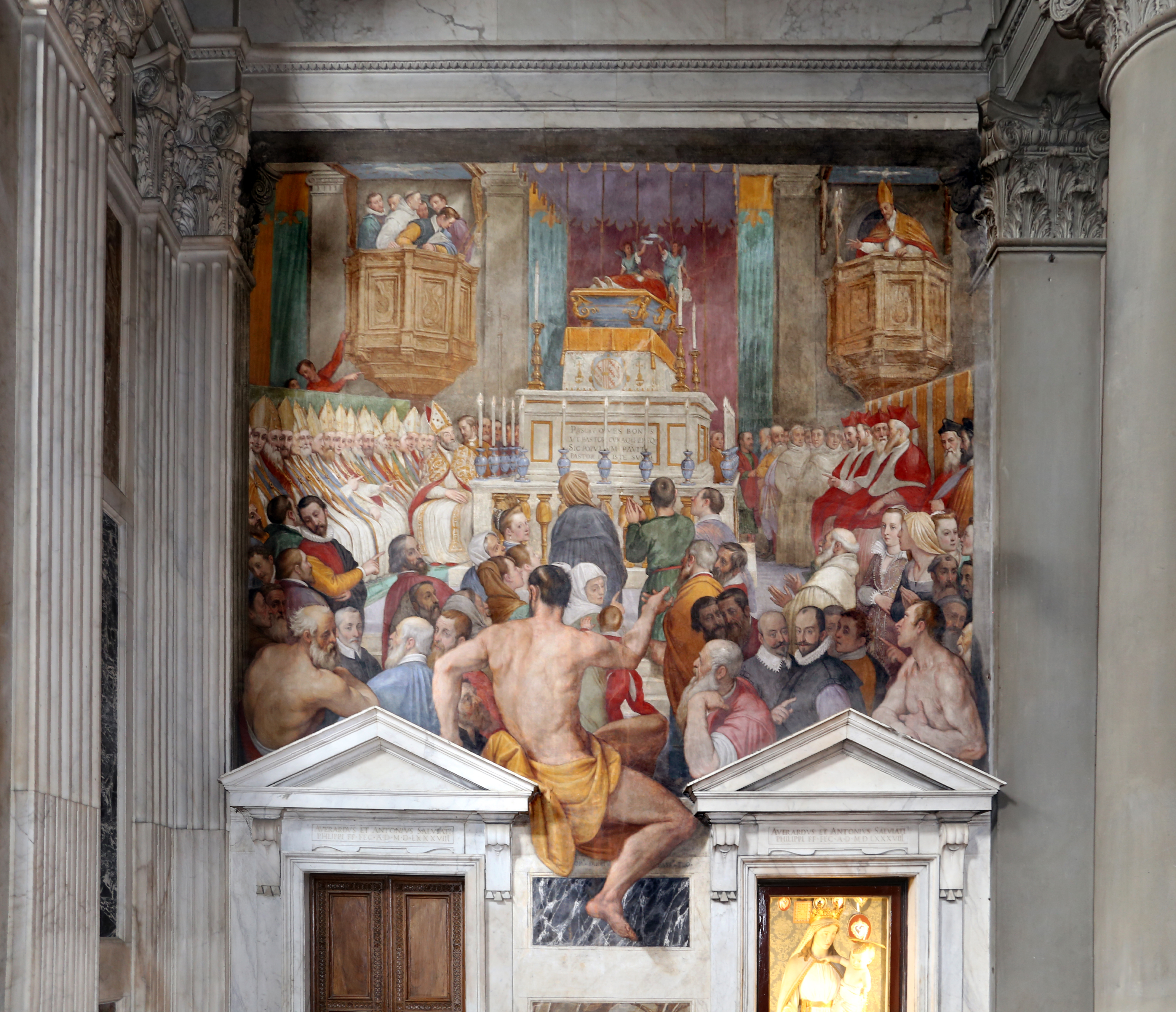
Демонстрация тела Святого Антонина Пьероцци. 1589—1591. Фреска. Капелла Сальвиати. Монастырь Сан-Марко, Флоренция
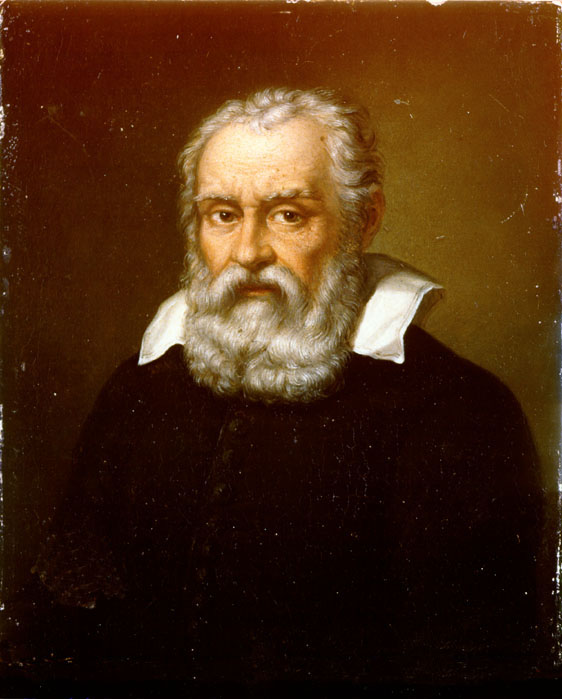
Портрет Галилео Галилея. До 1642. Серебряная фольга, масло.
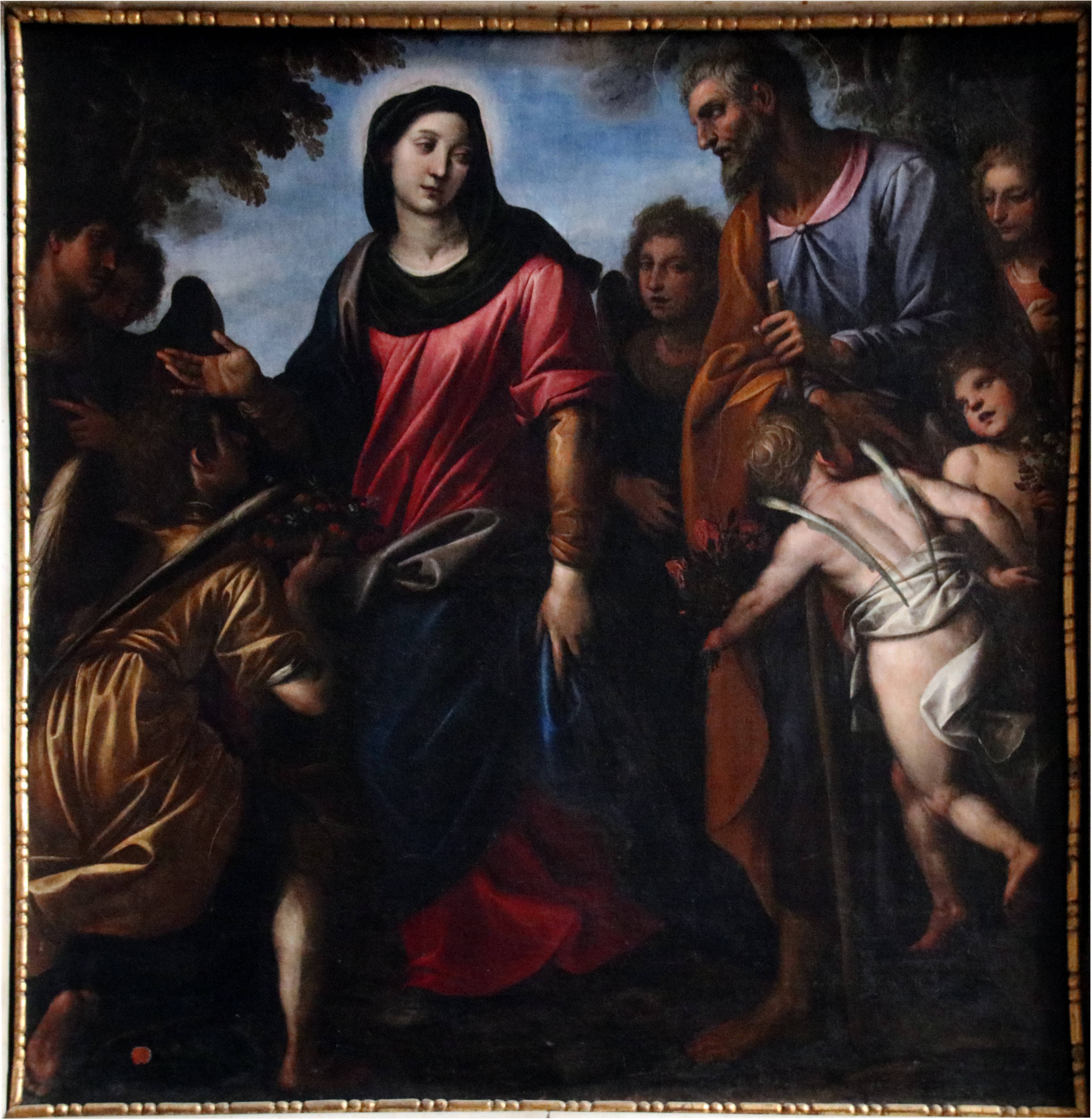
Встреча Девы Марии и Иосифа. 1602. Холст, масло. Церковь Санта-Тереза-дельи-Скальци, Неаполь
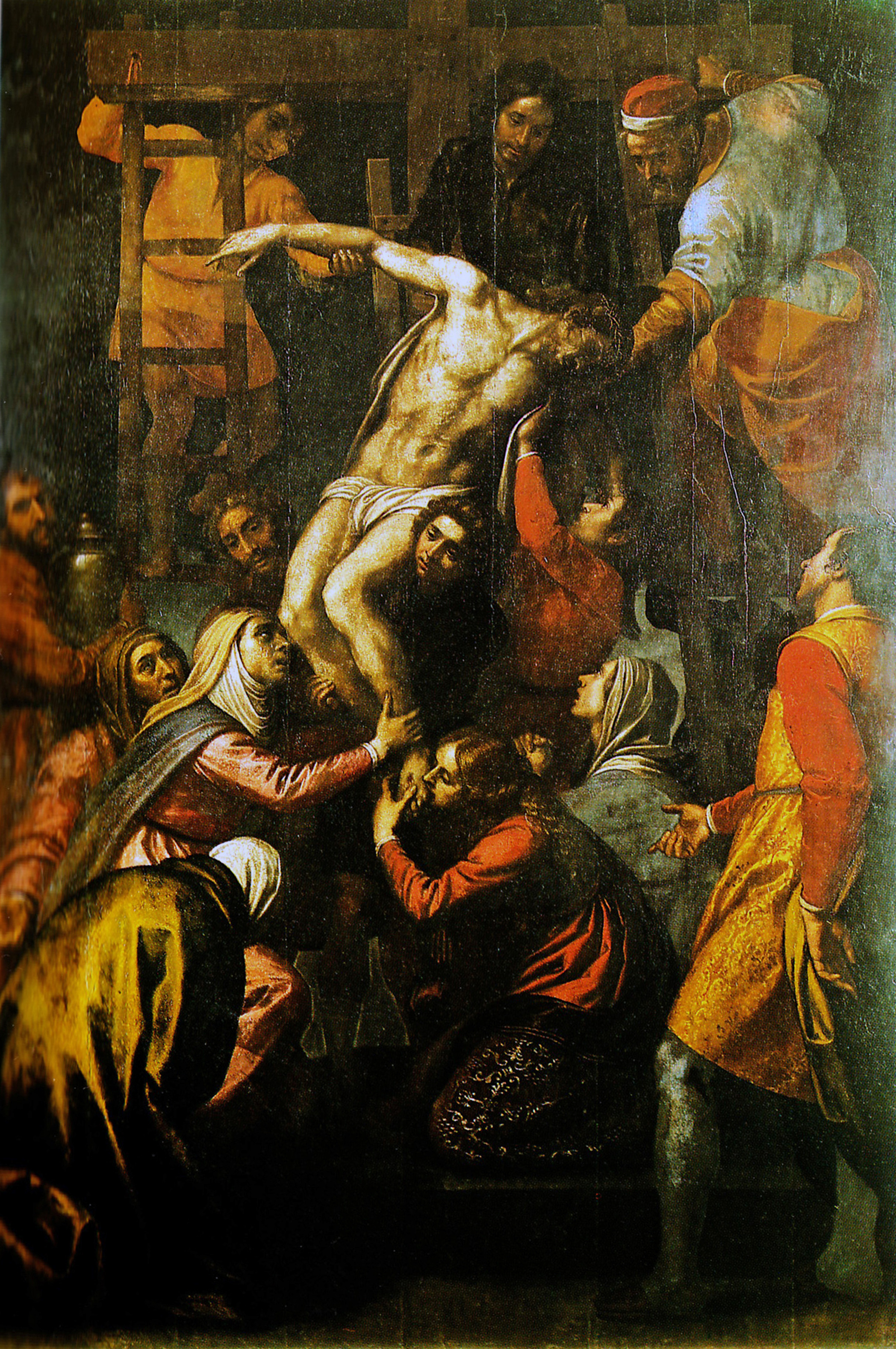
Снятие с Креста. Дерево, масло. Собор, Сан-Джиминьяно
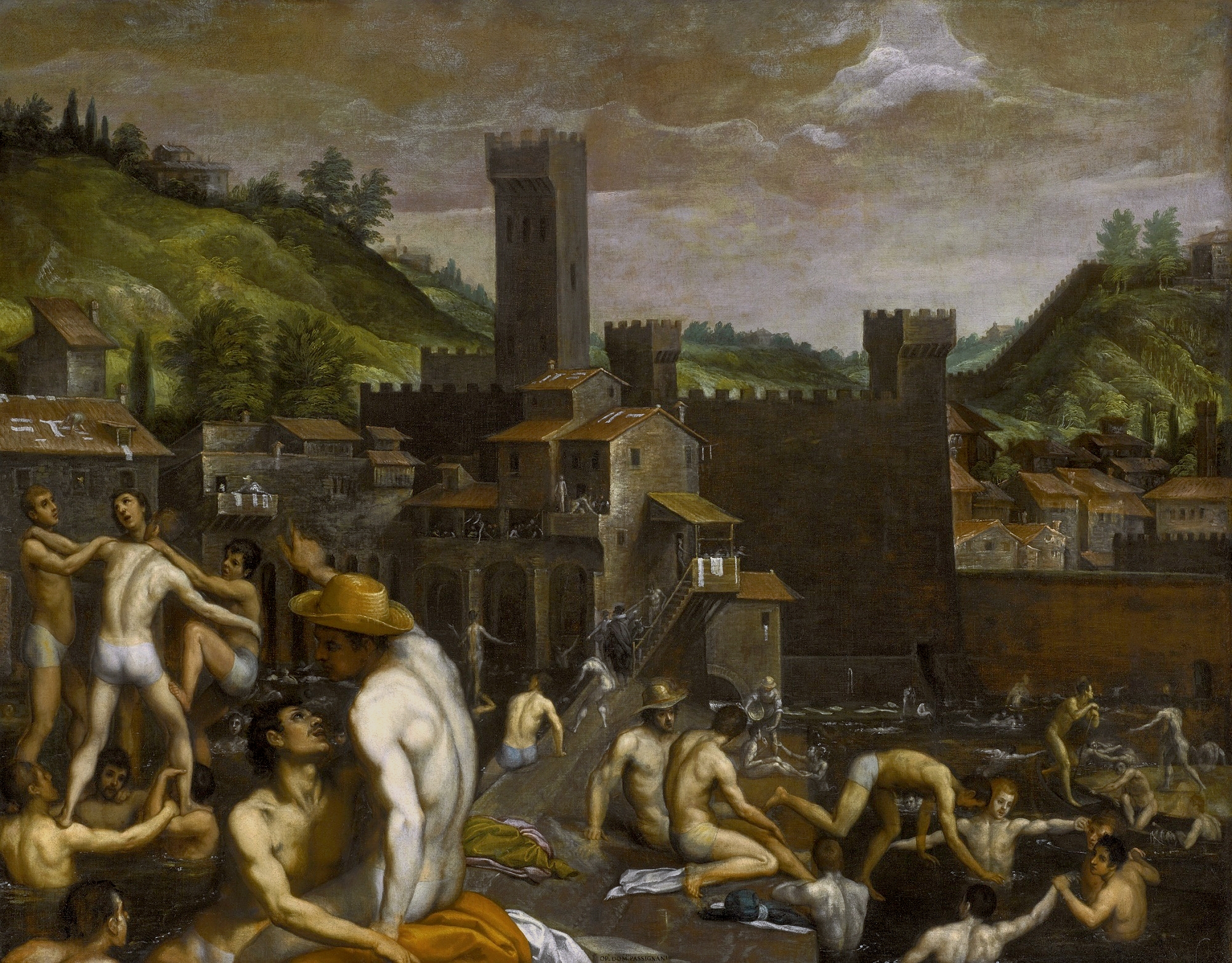
Купальщики в Сан-Николо. 1600. Холст, масло. Частное собрание